# 고민국
고민국(1993년 5월 10일 - )은 대한민국의 축구선수이다. 포지션은 수비수이다.

## 수상
전북 현대 모터스
- K리그 클래식 우승: 1 (2015)